# Grotten van Remouchamps

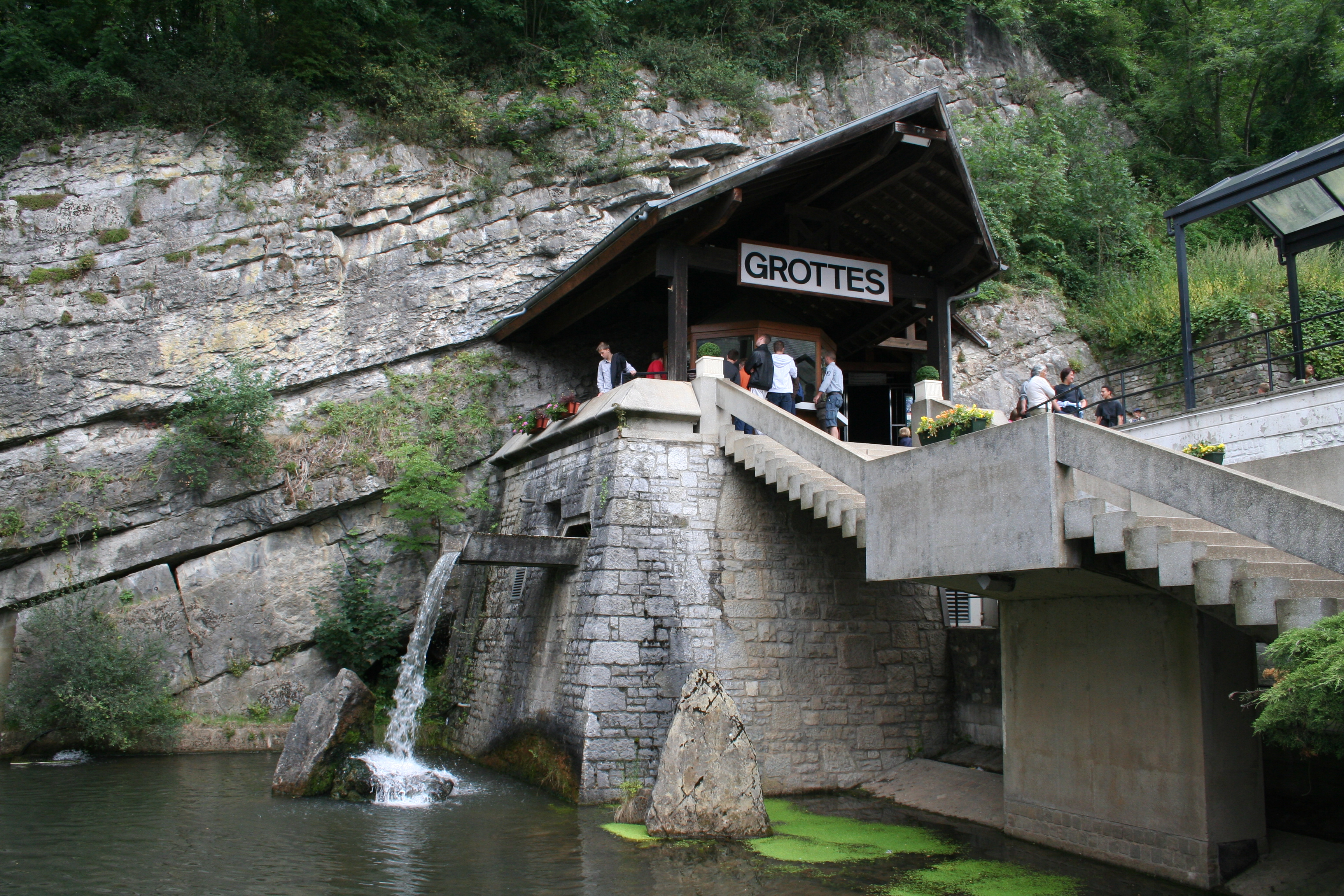
Ingang

De Grotten van Remouchamps zijn grotten in Sougné-Remouchamps in de Belgische gemeente Aywaille. De ingang ligt aan de N666 aan de oostkant van het dorp.
Een bezoek aan de grot is in twee delen opgedeeld. Het eerste deel gaat te voet door onder andere door een zaal die 8000 jaar geleden door mesolithische jagers bewoond werd en door de grote zaal 'de Kathedraal'. Het tweede deel gaat met een boot.
In de grot zijn er afzettingen, stalactieten en stalagmieten gevormd door het kalkrijke insijpelingswater. Het debiet bedraagt tussen de 500 - 600 m³. De temperatuur in de grot ligt gedurende het hele jaar tussen 8 en 10 °C.
De grotten zijn gevormd door de onderaardse rivier de Rubicon. Deze onderaardse rivier wordt gevoed door de Vallei der Chantoirs.

## Geschiedenis
In 1828 werd het grottencomplex ontdekt. Sinds 1912 zijn de grotten open voor het publiek. Men gebruikte toen harshoudende fakkels om zich van enig licht te voorzien. In 1924 zijn de grotten voorzien van elektrische verlichting.